# Australian Football League
De Australian Football League (AFL) is de hoogste professionele competitie in het Australian football. Door de AFL Commission dient de AFL tevens als de organisatie achter de sport en is verantwoordelijk voor het bepalen van de regels van het spel. De league werd opgericht als de Victorian Football League (VFL) als een afscheiding van de vorige Victorian Football Association (VFA) met de aanvang van zijn inaugurele seizoen in 1897. Origineel bestond de competitie alleen uit teams uit de Australische staat Victoria, maar na uitbreiding naar andere staten tijdens de jaren 1980 werd de naam van de competitie veranderd naar Australian Football League voor het seizoen van 1990. 